# Stanisław Szczęsny Kossakowski

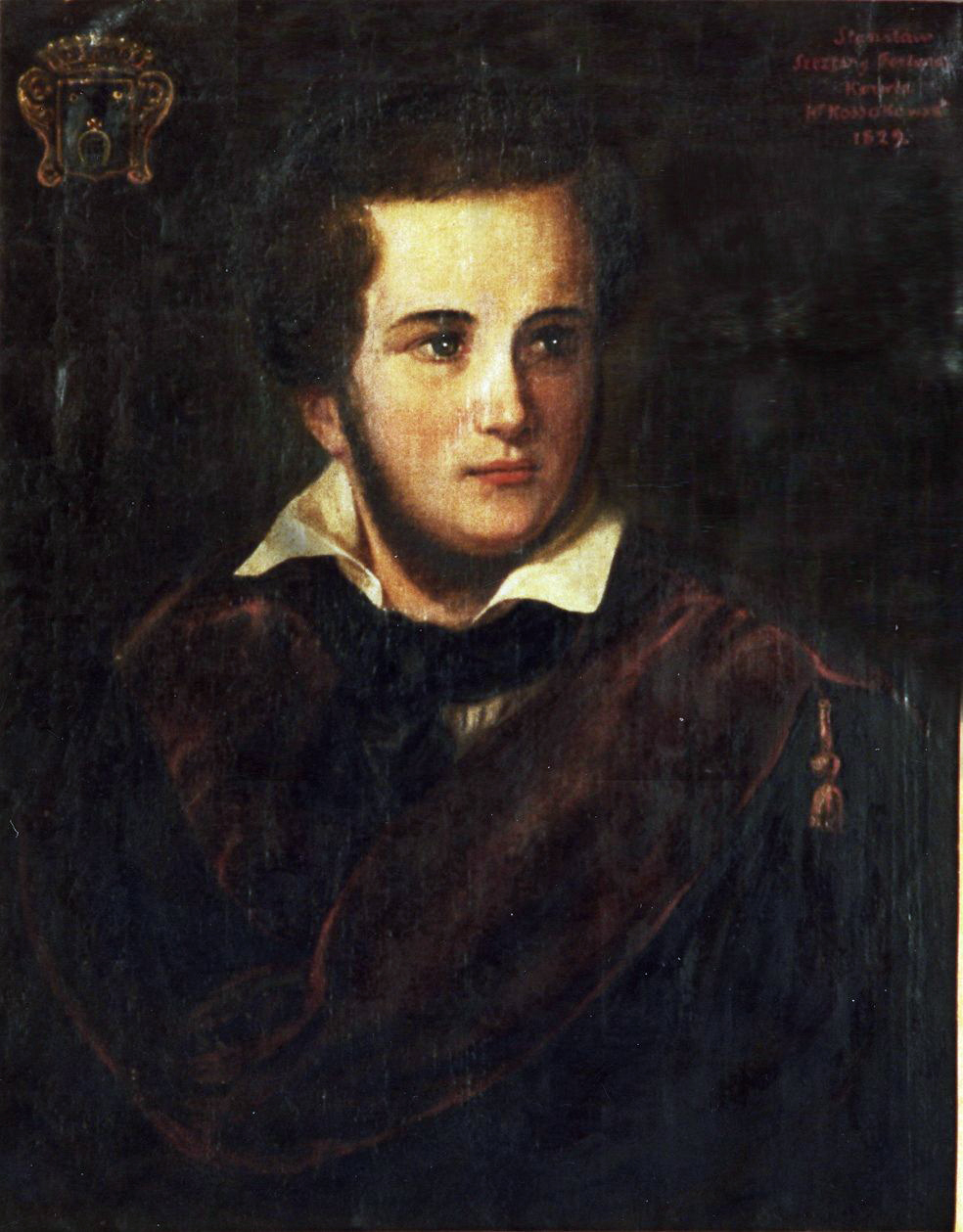
Stanisław Szczęsny Kossakowki (obraz z XIX wieku)

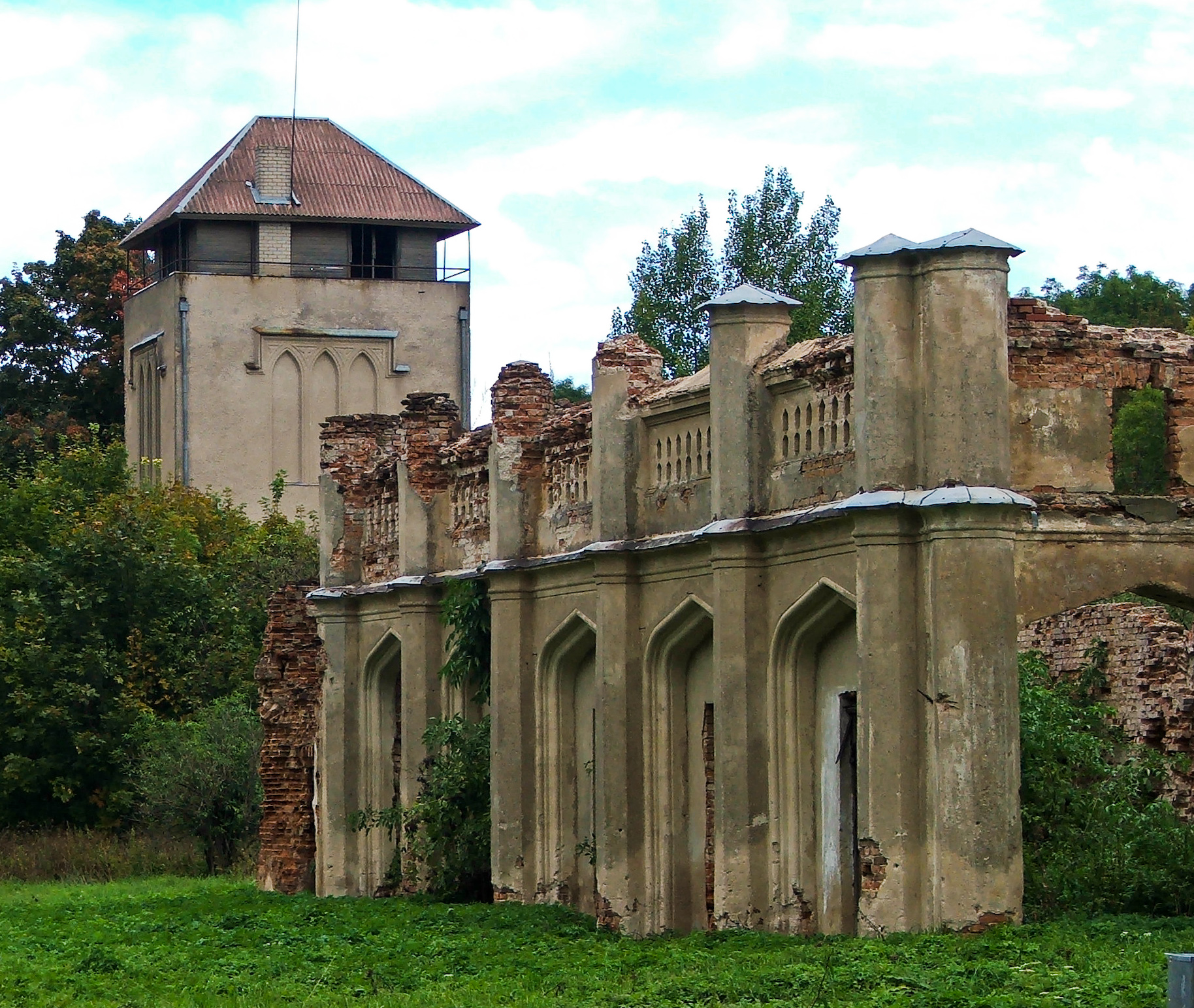
Ruiny pałacu Kossakowskich w Wojtkuszkach (2007)

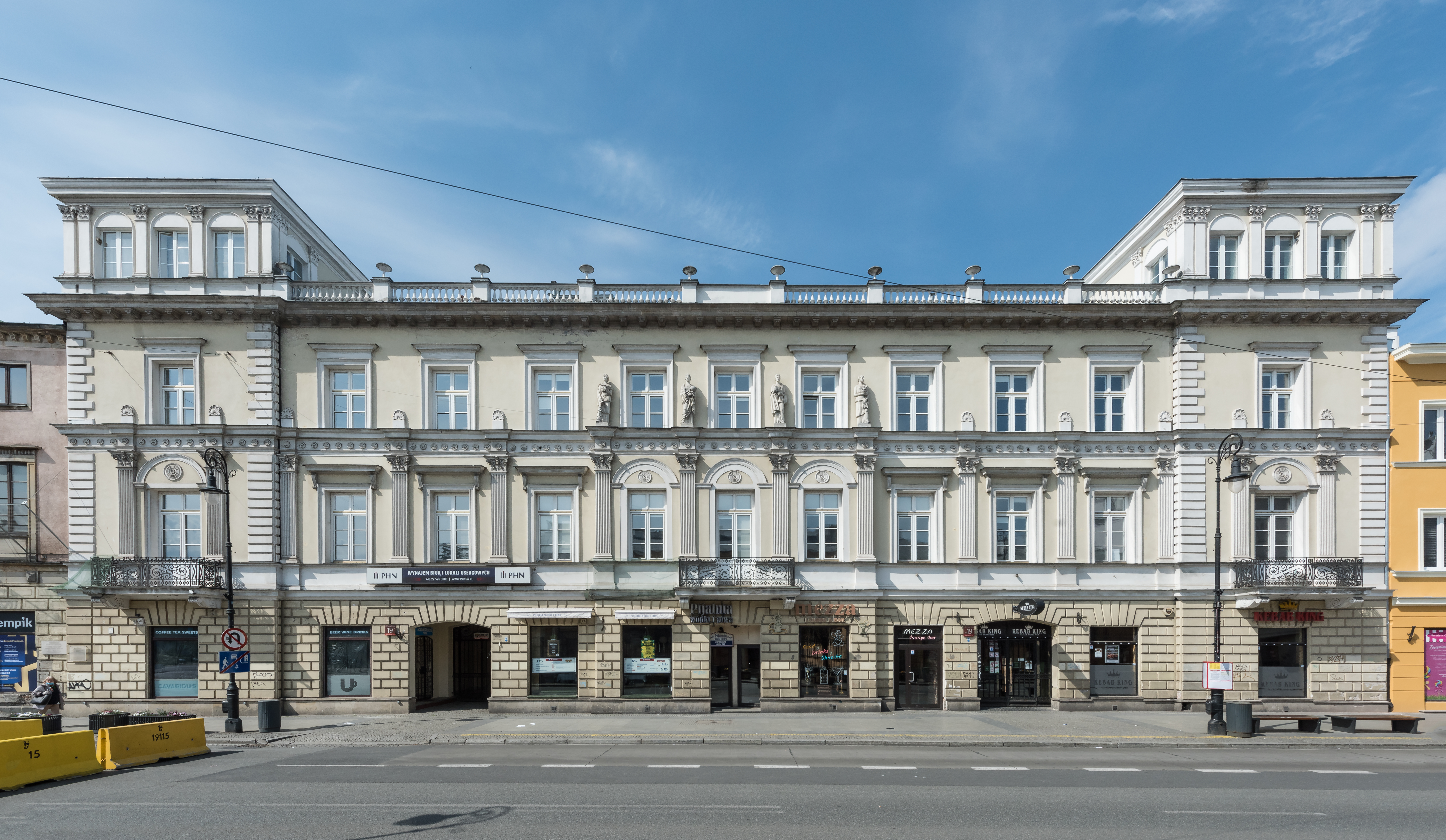
Pałac Kossakowskich w Warszawie (2020)

Stanisław Szczęsny Kossakowski (ur. 4 stycznia 1795 w Hamburgu, zm. 26 maja 1872 w Warszawie) – polski dyplomata w służbie rosyjskiej, autor, kolekcjoner, amator dziejów Egiptu, malarz, właściciel ordynacji lachowickiej.

## Życiorys
Był synem Józefa Dominika Kossakowskiego i Ludwiki z Potockich. Dzieciństwo spędził w należących do Kossakowskich Wojtkuszkach. Kształcił się w Paryżu. W 1812 powrócił na Litwę i osiadł w Wojtkuszkach. W 1815 pracował w kancelarii Rządu Tymczasowego Królestwa Polskiego. Uczestniczył w obradach Kongresu Wiedeńskiego jako sekretarz rosyjskiego ambasadora. Od ok. 1818 do ok. 1825 był sekretarzem poselstwa rosyjskiego w Rzymie. Po powrocie do Polski został mianowany szambelanem, a w 1828 – Mistrzem Dworu Królestwa Polskiego. Później car Mikołaj mianował go członkiem Rady Stanu, którą to funkcję pełnił do 1841. Od 1842 do 1846 przebywał za granicą. W 1858 mianowano go Senatorem i Tajnym Radcą. Był prezesem Heroldii Królestwa Polskiego w latach 1859–1861 lub 1858–1861.
Był przyjacielem i korespondentem Jeana-François'a Champolliona. Zafascynowany jego osiągnięciami w dziedzinie tłumaczenia hieroglifów, propagował odkrycia francuskiego badacza w licznych wystąpieniach i memoriałach. Za namową Kossakowskiego Rosyjska Akademia Nauk przyjęła Champolliona do swojego grona.
Ożenił się z Aleksandrą de Laval de la Loubreire. Posiadał pałac na Nowym Świecie (NŚ 12), gdzie wraz z żoną prowadził salon literacki. Kolekcjonował dzieła sztuki i pamiątki starożytności. Ponadto malował obrazy, był też autorem rozpraw medycznych. W latach 1857–1862 nadzorował przebudowę pałacu w Wojtkuszkach podług własnego projektu. Miał syna Stanisława Kazimierza. Pozostawił po sobie bogato ilustrowane pamiętniki.